# Galeotto III Pico della Mirandola
Galeotto III Pico (Mirandola, 25 novembre 1563 – Roma, 16 agosto 1597) è stato un nobile italiano, conte di Mirandola e di Concordia dal 1568 al 1592, anno della sua abdicazione per problemi di salute in favore del fratello Federico II Pico.

## Biografia
Figlio di Ludovico II Pico e di Fulvia da Correggio, nacque il 25 novembre 1563 e venne battezzato il 3 febbraio 1564 con i nomi Galeotto Giovanni Battista dal cardinale Federico Gonzaga alla presenza del duca di Ferrara Alfonso II d'Este e delle commari Barbara d'Austria e la duchessa di Urbino per procura dei loro ministri.
All'età di quattro anni successe al padre (morto nel novembre 1568) nel governo delle contee sotto la tutela della madre e degli zii Ippolito (1540-1569) e Luigi (1526-1581), oltre che con l'appoggio del re Carlo IX di Francia, che poi lo elesse capitano, Gentilhomme de la Chambre e cavaliere dell'Ordine di San Michele.
La madre Fulvia mantenne la reggenza della Mirandola fino alla morte nel 1590, a causa delle crisi di epilessia di cui soffriva Galeotto, il quale decise il 21 febbraio 1592 di cedere il governo dei feudi mirandolesi e tutti i suoi beni allodiali al fratello Federico II; quest'ultimo, in segno di rispetto e modestia, non volle mai utilizzare pubblicamente il titolo di Signore fino alla morte del fratello, lasciandogli i diritti e l'onore di comandare. Sempre nel 1592 prese la croce di cavaliere di Malta.
Nel 1593 i fratelli Pico abbandonarono la protezione del re di Francia (ottenuta dal nonno Galeotto I a seguito dell'uccisione di Giovanni Francesco II Pico) per ritornare sotto il Sacro Romano Impero, approfittando anche del fatto che l'altro ramo della famiglia Pico (quella dei discendenti dell'assassinato Giovanni Francesco II) si era già estinta nel 1588 per mancanza di eredi.
Il 20 maggio 1596 Galeotto ottenne dal vescovo di Reggio Claudio Rangoni l'istituzione del Monte della Farina voluto dalla madre, affinché i reggenti del Sacro Monte di Pietà della Mirandola distribuissero la farina ai poveri durante l'inverno o le carestie (in seguito si passò per un certo periodo ad imprestare il frumento, poi anche questo cessò).
Alla fine del 1596 Galeotto e Federico ottennero dall'imperatore Rodolfo II il perdono di quanto avvenuto nei 60 anni precedenti e l'investitura ufficiale dei feudi. Inoltre Mirandola ottenne il titolo di città e venne eretta a principato, mentre Concordia divenne marchesato. L'arrivo delle lettere imperiali fu annunciato il 25 marzo 1597, a cui seguirono feste per tre sere, con illuminazioni, suono di campane, spari d'artiglieria, elargizioni di elemosine ai poveri ed amnistie.
Dopo un lungo periodo di crisi epilettiche e febbre, Galeotto morì il 16 agosto 1597 all'età di 33 anni e mezzo, venendo poi seppellito nella chiesa di San Francesco. Il 1º settembre la cittadinanza prestò giuramento di fedeltà al principe Federico.

## Ascendenza
|                                   |                          |                               | Genitori                 |  |  | Nonni |  |  | Bisnonni        |  |  | Trisnonni       |  |
|                                   |                          |                               |                          |  |  |       |  |  | Ludovico I Pico |  |  | Galeotto I Pico |  |
|                                   |                          |                               |                          |  |  |       |  |  | Ludovico I Pico |  |  | Galeotto I Pico |  |
|                                   |                          | Bianca d'Este                 |                          |  |  |       |  |  | Ludovico I Pico |  |  |                 |  |
| Galeotto II Pico                  |                          |                               |                          |  |  |       |  |  | Ludovico I Pico |  |  |                 |  |
|                                   |                          | Francesca Trivulzio           | Gian Giacomo Trivulzio   |  |  |       |  |  |                 |  |  |                 |  |
|                                   |                          | Francesca Trivulzio           | Gian Giacomo Trivulzio   |  |  |       |  |  |                 |  |  |                 |  |
|                                   |                          | Francesca Trivulzio           | ?                        |  |  |       |  |  |                 |  |  |                 |  |
| Ludovico II Pico della Mirandola  |                          | Francesca Trivulzio           |                          |  |  |       |  |  |                 |  |  |                 |  |
|                                   |                          | Ludovico Gonzaga              | Gianfrancesco Gonzaga    |  |  |       |  |  |                 |  |  |                 |  |
|                                   |                          | Ludovico Gonzaga              | Gianfrancesco Gonzaga    |  |  |       |  |  |                 |  |  |                 |  |
|                                   |                          | Ludovico Gonzaga              | Antonia del Balzo        |  |  |       |  |  |                 |  |  |                 |  |
| Ippolita Gonzaga                  |                          | Ludovico Gonzaga              |                          |  |  |       |  |  |                 |  |  |                 |  |
|                                   |                          | Francesca Fieschi             | Gianluigi II Fieschi     |  |  |       |  |  |                 |  |  |                 |  |
|                                   |                          | Francesca Fieschi             | Gianluigi II Fieschi     |  |  |       |  |  |                 |  |  |                 |  |
|                                   |                          | Francesca Fieschi             | Caterina del Carretto    |  |  |       |  |  |                 |  |  |                 |  |
| Galeotto III Pico della Mirandola |                          | Francesca Fieschi             |                          |  |  |       |  |  |                 |  |  |                 |  |
|                                   | Giberto VII da Correggio | Manfredo I da Correggio       |                          |  |  |       |  |  |                 |  |  |                 |  |
|                                   | Giberto VII da Correggio | Manfredo I da Correggio       |                          |  |  |       |  |  |                 |  |  |                 |  |
|                                   | Giberto VII da Correggio | Veronica Gambara              |                          |  |  |       |  |  |                 |  |  |                 |  |
| Ippolito da Correggio             | Giberto VII da Correggio |                               |                          |  |  |       |  |  |                 |  |  |                 |  |
|                                   |                          | Agnese Pio di Savoia          | Marco I Pio              |  |  |       |  |  |                 |  |  |                 |  |
|                                   |                          | Agnese Pio di Savoia          | Marco I Pio              |  |  |       |  |  |                 |  |  |                 |  |
|                                   |                          | Agnese Pio di Savoia          | Taddea Roberti           |  |  |       |  |  |                 |  |  |                 |  |
| Fulvia da Correggio               |                          | Agnese Pio di Savoia          |                          |  |  |       |  |  |                 |  |  |                 |  |
|                                   |                          | Gianfrancesco II da Correggio | Borso da Correggio       |  |  |       |  |  |                 |  |  |                 |  |
|                                   |                          | Gianfrancesco II da Correggio | Borso da Correggio       |  |  |       |  |  |                 |  |  |                 |  |
|                                   |                          | Gianfrancesco II da Correggio | Francesca di Brandeburgo |  |  |       |  |  |                 |  |  |                 |  |
| Chiara da Correggio               |                          | Gianfrancesco II da Correggio |                          |  |  |       |  |  |                 |  |  |                 |  |
|                                   |                          | Elisabetta dal Corno          | Valviso dal Corno        |  |  |       |  |  |                 |  |  |                 |  |
|                                   |                          | Elisabetta dal Corno          | Valviso dal Corno        |  |  |       |  |  |                 |  |  |                 |  |
|                                   |                          | Elisabetta dal Corno          | ?                        |  |  |       |  |  |                 |  |  |                 |  |
|                                   |                          | Elisabetta dal Corno          |                          |  |  |       |  |  |                 |  |  |                 |  |

## Onorificenze
cavaliere del Sovrano Militare Ordine di Malta